# Pata negra
Pata negra ("zwarte poot") is in sommige streken van Spanje, de gebruikte term voor de Spaanse iberico-ham die tot de beste rauwe hamsoorten wordt gerekend. De ham wordt voornamelijk in Zuidwest-Spanje geproduceerd.
De naam pata negra is genoemd naar de zwarte poten van het varken. Het is echter geen officiële benaming meer voor deze ham, in Spanje is het vrije gebruik van deze term zelfs verboden. De ibericoham wordt officieel geclassificeerd in verschillende kwaliteiten: van Jamón Ibérico de Cebo, Jamón Ibérico de Cebo Campo, Jamón Ibérico de Bellota en (de beste) Jamon 100% Iberico de Bellota (Pata Negra).
Alleen de hammen van de varkens die in hun laatste groeifase uitsluitend met eikels (bellotas) en grassen in en uit de vrije natuur (dehesa) zijn gevoed mogen Jamón Ibérico de Bellota (achterpoot) of Paleta Ibérica de Bellota (voorpoot) genoemd worden. Dit is vastgelegd in de Spaanse wetgeving. Varkens die een mix van eikels en diervoeders hebben gehad heten Recebo of Cebo, of gekruiste varkens. Deze zijn ook een stuk goedkoper. De andere bekende Spaanse ham, serranoham, is van een ander varkensras, de "cerdo blanco" (het witte varken).
De ibericovarkens worden in het voorjaar met vers gras gevoed. In de zomer krijgen ze meel van een mengsel van gerst en tarwe te eten. En in de herfst, wanneer de eikels van de bomen vallen, krijgt de ham zijn karakteristieke smaak. De varkens eten dan tot 10 kg eikels per dag en nemen in de laatste vier maanden van hun leven 800 gram tot 1 kg per dag in gewicht toe. Het vele bewegen en het voedsel zorgen ervoor dat het vlees een nootachtige smaak krijgt en dat er vet in het spiervlees wordt opgebouwd. Juist in het vet wordt de smaak geconcentreerd.
Na de slacht wordt de ham (voor- of achterpoot) in een bed van zeezout gelegd en vervolgens opgehangen om te drogen in speciaal daarvoor bestemde ruimten. Het droogproces is langzaam en duurt 7 à 8 maanden. Tijdens het drogen verliest de ham ongeveer 35% van het oorspronkelijke gewicht. Daarna laat men deze hammen rijpen in ruimtes (meestal kelders) met een hoge luchtvochtigheid waar een bepaalde microcultuur van schimmels aanwezig is. Al deze stappen van bereiding zorgen voor de specifieke smaak.
De voorpoten worden meestal gedurende 14-18 maanden gerijpt, de achterpoten 24-26 maanden. Wordt een achterpoot langer dan 30-36 maanden gerijpt dan wordt de term Reserva of Gran Reserva gebruikt, echter deze is niet in wetgeving vastgelegd, maar geeft alleen aan dat de ham langer dan de gewone ham is gerijpt. De smaak is evenwel voor kenners zeer bijzonder.
Bekende centra van de productie van deze hammen zijn diverse plaatsen in de Extremadura, in Pedroches, bekend om hammen van 100% Iberische rasvarkens, Guijuelo in de provincie Salamanca en Jabugo in de provincie Huelva, regio Andalusië. Spanje kent vele van dit soort "kleine" dorpen waarin de totale economie afhangt van het bijzondere varken.
De Jamón 100% Ibérico de Bellota is meest exclusieve en duurste Spaanse ham. Officieel mag de naam “Reserva” ook niet meer worden gebruikt om een langere rijping aan te duiden, enkel de classificatie 100% Iberico de Bellota, de Bellota, Cebo de Campo en Cebo mogen worden gebruikt. Wat betreft de rijping wordt een verschil gemaakt tussen de 100% Iberico de Bellota (maximale voeding met eikels en vrije uitloop) en de drie andere soorten ibericoham. Omdat er veel meer olie in het vlees aanwezig is afkomstig uit deze eikel dient de ham dan ook automatisch langer te drogen of rijpen.

## Soorten
1. 100% Iberico de Bellota: Producten van 100% raszuivere ibericovarkens. Deze genieten vrije uitloop (maximaal 15 varkens per hectare) op gronden met heel veel kurkeiken en maximale voeding met de eikels van deze bomen tot ze het minimum vereiste gewicht van 160 kg bereikt hebben. De minimum slachtleeftijd bedraagt 14 maanden, maar ook 24 tot 30 maanden zijn geen uitzondering. Dit is de enige ham die de classificatie “Pata Negra” zou mogen dragen. Deze hammen zijn te herkennen aan het zwarte label.
2. de Bellota: Producten van gemengd varkensrassen (50-75% iberico). Deze vrije uitloop op gronden met kurkeiken en voeding met de eikels van deze bomen. De minimum slachtleeftijd bedraagt 14 maanden. Deze hammen zijn te herkennen aan het rode label.
3. Cebo de Campo: Producten van gemengd varkensrassen (50-75% iberico). Beperkte uitloop in omheind land (maximaal 100 per hectare) en voeding afkomstig vangranen, maïs en onkruid, eikels en andere noten. De minimum slachtleeftijd bedraagt 12 maanden. Qua smaak net onder de Bellota en voor de Cebo. De Iberico Cebo de Campo zijn te herkennen het groene label.
4. Cebo: Producten van gemengd varkensrassen (50-75% iberico). In principe geen of beperkte uitloop in omheind land en gevoed met granen en maïs, afhankelijk van het aanbod van de markt. De minimum slachtleeftijd bedraagt 10 maanden. Deze ibericohammen zijn te herkennen aan het witte label.

Ook de andere delen van het varken worden gegeten.